# Maid-Klasse
Die Maid-Klasse war eine aus vier Einheiten bestehende Fährschiffsklasse der schottischen Reederei Caledonian Steam Packet Company (ab 1973 Caledonian MacBrayne). Die Schiffe wurden Anfang der 1950er-Jahre gebaut und 1953 in Dienst gestellt.

## Geschichte
Die Schiffe wurden im Juni 1951 von der British Transport Commission bei drei Werften für den Fährverkehr auf Strecken über den Firth of Clyde bestellt. Sie sollten veraltete Dampfschiffe ersetzen, die noch mit Kohle betrieben wurden. Die Baukosten der Schiffe beliefen sich auf £ 145.000 pro Schiff.
In den 1960er-Jahren nahm die Nachfrage nach Fährverbindungen, auf denen das eigene Auto mitgenommen werden konnte, deutlich zu. Die Schiffe wurden ab Anfang der 1970er-Jahre durch Autofähren ersetzt. Lediglich die Maid of Cumbrae wurde 1972 noch für die Beförderung von Fahrzeugen umgebaut. Alle vier Fähren wurden in den 1970er-Jahren verkauft.

## Beschreibung
Die Schiffe wurden von zwei Zweitakt-Sechszylinder-Dieselmotoren des Motorenherstellers British Polar Engines in Glasgow angetrieben. Die bei Rankin & Blackmore in Greenock installierten Motoren wirkten auf zwei Propeller. Der Maschinenraum befand sich im mittleren Bereich der Schiffe.
Die Schiffe waren mit einem großen Aufenthaltsraum im vorderen Bereich der Decksaufbauten ausgestattet. Dahinter befand sich eine Teestube mit einer kleinen Anrichte. Ein weiterer Aufenthaltsraum befand sich im Schiffsrumpf vor dem Maschinenraum. Dieser wurde bei allen vier Schiffen der Klasse später zu einer Bar umgebaut.
Die Brücke befand sich im vorderen Bereich der Schiffe. Hinter der Brücke befand sich das Promenadendeck mit Sitzgelegenheiten für die Passagiere. Direkt hinter der Brücke war eine Plattform installiert, auf die bei Niedrigwasser eine Gangway für die ein- bzw. aussteigenden Passagiere gelegt werden konnte. Die Bereiche vor und hinter den Decksaufbauten waren für Passagiere nicht zugänglich.
Die Einrichtungen für die Schiffsbesatzung befanden sich im Schiffsrumpf. Die Schiffe waren mit Einzelkabinen für die Besatzung ausgestattet, ein Novum für Fähren der Caledonian Steam Packet Company. Die Kabinen befanden sich hinter dem Maschinenraum. Die Schiffe konnten an Deck in geringem Umfang Ladungen und Versorgungsgüter befördern.

## Schiffe

### Maid of Ashton
Die Maid of Ashton (IMO-Nr. 5217505) wurde unter der Baunummer 2038 auf der Werft Yarrow & Co. in Glasgow gebaut. Der Stapellauf fand am 17. Februar 1953 statt. Das Schiff wurde am 25. Mai 1953 auf der Strecke zwischen Gourock und dem Holy Loch in Dienst gestellt, auf der es unter anderem Kilcreggan, Blairmore, Kilmun und Craigendoran anlief.

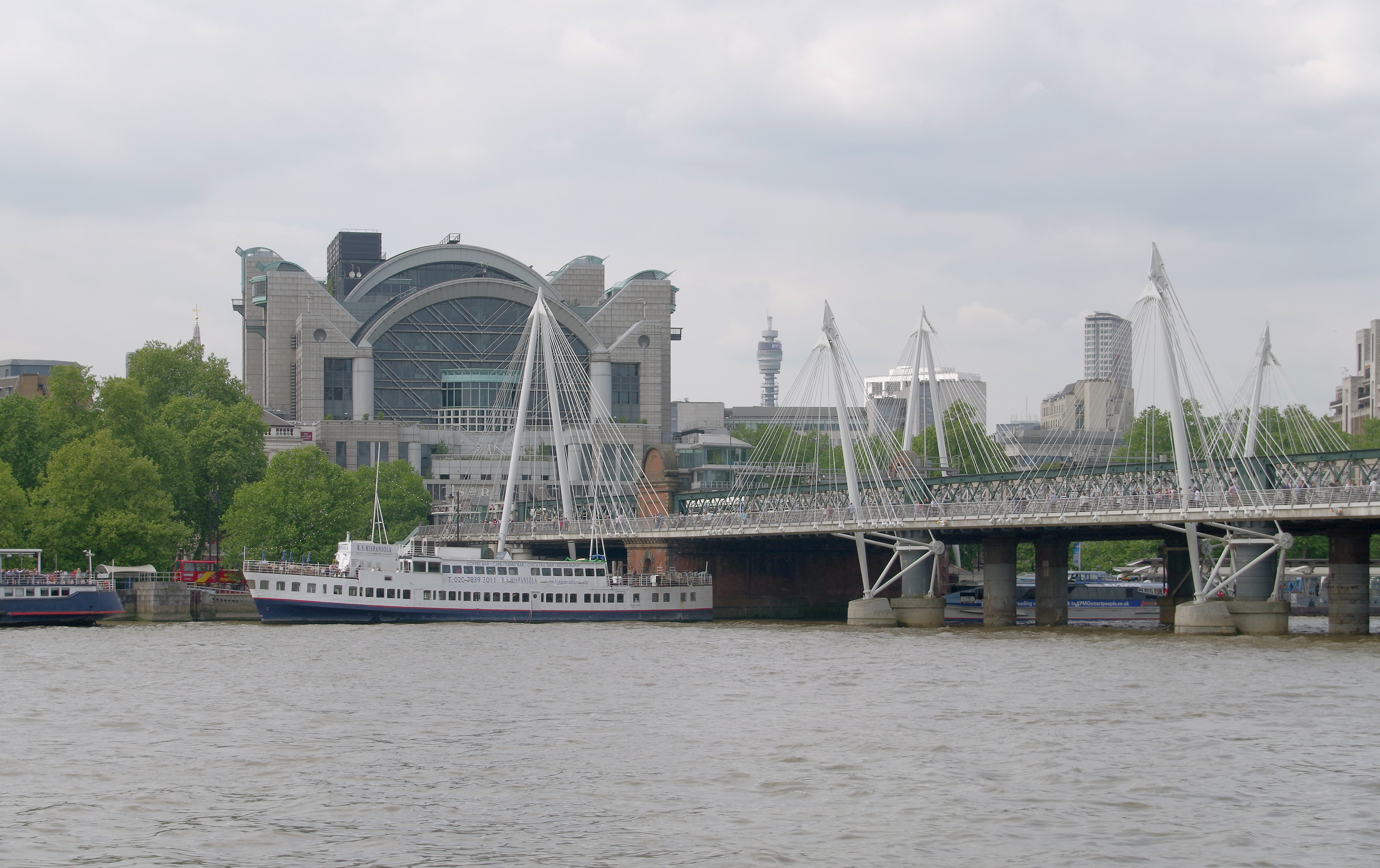
Hispaniola an der Hungerford Bridge in London; im Hintergrund der Bahnhof Charing Cross

Das Schiff wurde im Mai 1971 außer Dienst gestellt und in Greenock aufgelegt. Im Januar 1973 wurde es an den Yardarm Club in London verkauft, der es am Victoria Embankment an der Hungerford Bridge zunächst unter dem Namen Hispaniola II und später Hispaniola als Clubhaus nutzte. Später wurde das Schiff zu einem Restaurant umgebaut. 2002 verkaufte der Yardarm Club das Schiff an City Cruises. Es wird weiter als Restaurant genutzt.

### Maid of Argyll
Die Maid of Argyll (IMO-Nr. 5217490) wurde unter der Baunummer 1491 auf der Werft A. & J. Inglis in Glasgow gebaut. Der Stapellauf fand am 4. März 1953 statt. Das Schiff wurde am 1. Juni 1953 abgeliefert. Es verkehrte zunächst auf der Strecke nach Kilmun, bevor es in erster Linie von Craigendoran aus nach Gourock, Dunoon, Innellan und Rothesay eingesetzt wurde. Daneben fuhr das Schiff zeitweise auch auf anderen Strecken.
Die Maid of Argyll wurde im September 1973 außer Dienst gestellt und aufgelegt. Im März 1974 wurde sie an Cycladic Cruises in Piräus verkauft. Das in City of Piraeus umbenannte Schiff wurde nach einem Umbau, bei den ein zusätzliches Deck eingebaut wurde, für Tagesfahrten von Piräus zu den Saronischen Inseln Ägina, Poros und Hydra eingesetzt. 1989 ging das Schiff an Aronis Coastal Cruises, die es als City of Corfu für Fahrten von Korfu in erster Linie zur benachbarten Insel Paxos bzw. Parga auf dem griechischen Festland einsetzte. Am 14. Mai 1997 wurde das Schiff durch ein Feuer schwer beschädigt. Das Schiff sank entweder in Folge des Feuers oder erst Jahre später.

### Maid of Skelmorlie
Die Maid of Skelmorlie (IMO-Nr. 5217555) wurde unter der Baunummer 1492 zusammen mit ihrem Schwesterschiff Maid of Argyll auf der Werft A. & J. Inglis in Glasgow gebaut. Der Stapellauf fand am 2. April 1953 statt. Das Schiff wurde am 24. Juni 1953 abgeliefert. Es verkehrte zunächst unter anderem von Craigendoran nach Gourock und Rothesay. In der zweiten Hälfte der 1960er-Jahre verkehrte es zwischen Wemyss Bay und Innellan sowie zwischen Wemyss Bay bzw. Largs und Rothesay auf der Isle of Bute und Millport auf der Insel Great Cumbrae. Ende 1972 wurde das Schiff außer Dienst gestellt.
Im April 1973 wurde das Schiff nach Italien verkauft und für die Beförderung von Fahrzeugen umgebaut. Dafür wurde ein Teil der hinteren Decksaufbauten entfernt und eine Heckrampe installiert. Das in Ala umbenannte Schiff verkehrte von 1976 bis 1995 von Sorrent zur Insel Capri. Anschließend wurde das Schiff aufgelegt. In den Wintermonaten 1997 bis 1999 war das Schiff an die Reederei Adriatic Lines verchartert und verkehrte als Frachtfähre nach San Nicola in der Adria. Ab 2001 wurde das Schiff in Charter der Reederei Navigazione Libera del Golfo auf der Strecke zwischen Pozzuoli und der Insel Procida im Golf von Neapel eingesetzt, auf der bereits die frühere Maid of Cumbrae verkehrte. 2014 wurde das Schiff in Neapel aufgelegt.

### Maid of Cumbrae
Die Maid of Cumbrae (IMO-Nr. 5217529) wurde unter der Baunummer 419 auf der Werft Ardrossan Dockyard in Ardrossan gebaut. Der Stapellauf fand am 13. Mai 1953 statt, die Fertigstellung erfolgte im Juli 1953. Das Schiff wurde am 18. Juli 1953 in Dienst gestellt. Es verkehrte auf verschiedenen Strecken, darunter von Glasgow bzw. Gourock nach Dunoon.
Ende 1971 wurde das Schiff außer Dienst gestellt und in Glasgow aufgelegt. Im Frühjahr 1972 wurde die Maid of Cumbrae auf der Werft Barclay, Curle & Co. in Glasgow für die Beförderung von Fahrzeugen umgebaut. Dafür wurden die hinteren Decksaufbauten entfernt und ein Fahrzeugdeck eingerichtet. Das Schiff wurde mit Rampen auf beiden Seiten sowie einer Heckrampe ausgerüstet. Auf dem Fahrzeugdeck wurde ein Drehteller installiert, mit dem Fahrzeuge auf dem Deck gewendet werden konnten. Auf dem Fahrzeugdeck fanden 15 Pkw Platz. Die Passagierkapazität des Schiffes wurde durch den Umbau auf 310 Personen reduziert. Das Schiff wurde in der Folge wieder zwischen Gourock und Dunoon eingesetzt.
Nachdem im März 1974 die Jupiter und im Dezember die Juno auf der Strecke zwischen Gourock und Dunoon in Dienst gestellt worden waren, die mehr Passagiere und Fahrzeuge befördern konnten, wurde die Maid of Cumbrae aus der Fahrt genommen und als Ersatzschiff vorgehalten. Ende Mai 1978 wurde sie außer Dienst gestellt und in Greenock aufgelegt. Am 16. August 1978 wurde das Schiff verkauft und 1979 von der italienischen Reederei Navigazione Alto Adriatico als Noce di Cocco von Triest nach Muggia eingesetzt. Noch im selben Jahr wurde es an eine Reederei in Neapel verkauft und als Capri Express zwischen Positano und der Insel Capri eingesetzt. 1984 wurde das Schiff an die Reederei Navigazione Libera del Golfo verkauft, die es über den Golf von Neapel zwischen Neapel und Sorrent einsetzte. Mitte der 1990er-Jahre wurde das Schiff vorübergehend aufgelegt, verkehrte ab 1998 aber erneut auf der Strecke. Ab Herbst 2000 verkehrte das Schiff zwischen Pozzuoli und der Insel Procida. Anfang 2006 wurde es außer Dienst gestellt und ab Mitte März des Jahres in Aliağa verschrottet.